# Тайнинское
Тайни́нское — бывшее село в Мытищинском районе Московской области, с 1961 года входит в городскую черту Мытищ.
Бывшее село вплотную примыкает к МКАД, и было расположено на возвышении у слияния двух рек — Сукромки и Яузы. До XVIII века село называлось Тонинским или Танинским.

## История
Село впервые упоминается в духовной грамоте удельного князя Серпуховского и Боровского Владимира Андреевича, датируемой 1401—1402 годами. В XVI веке Ярославская дорога отклонялась на запад и проходила через Тайнинское, которое являлось центром царской волости Московского уезда. Поэтому село служило местом остановки (стан) царского поезда во время богомолья. В селе по распоряжению Иоанна Грозного был выстроен путевой царский дворец, в котором цари останавливались на пути в Троицкий монастырь.

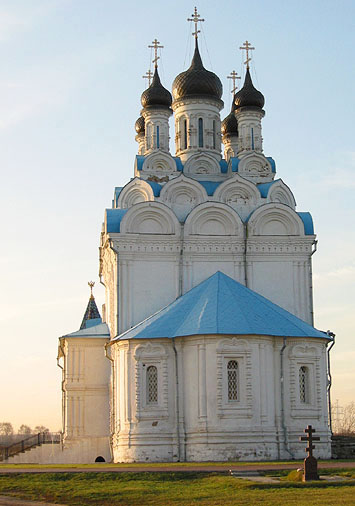
Церковь в Тайнинском.

В XVI—XVII веках за Тайнинским числилось несколько приселков, в их числе — Раево, Бардино (ныне — Бородино), Николькое, Челобитьево, Шарапово (остатки частной застройки деревни остались в 26-м микрорайоне г. Мытищи), Сабурово.
В 1675—1677 годах построена церковь Благовещения. Она построена на месте деревянной церкви Николая Чудотворца, известной с XVI века, построенной при Иоанне Грозном и разрушенной при Литовском разорении.
В 1749 году построен новый деревянный дворец, который сгорел в первой половине XIX века. Дворец располагался на острове, образованном Сукромкой, Яузой и прудами. Описание дворца оставил Н. М. Карамзин. Существуют планы восстановления дворца.
В конце XIX века у Ярославской железной дороги возник дачный посёлок, названный по селу Тайнинским, а затем платформа Тайнинская. В 1959—1961 годах около южной окраины села прошла Московская кольцевая автомобильная дорога. В 1992, 1993 и 1999 на территории села проводились археологические исследования.
Село Тайнинское впервые упоминается в 1401—1410 годы в духовной грамоте (завещании) Владимира Андреевича Серпуховского — Героя Куликовской битвы. Тайнинское (Тайницкое, Тонинское) — Название, вероятно, происходит от слова «Стан» — место остановки князя для сбора дани.
Владельцем села был великий князь Василий II, передавший его в 1461—1462 годах своему сыну Андрею Меньшову Вологодскому, а после его кончины в 1481 году, «Село Тайнинское у Москвы» передано сыну великого князя Ивана III — Василию, будущему Василию III. С этого времени село принадлежит великим князям и царям. При Василии III в Тайнинском началось обустройство дворцовой усадьбы. Строительство первого дворца относится ко времени правления Ивана IV (Грозного), который в 1553 году, после покорения Казани, сделал здесь остановку перед въездом в Москву, а позже часто принимал послов. В 1564 году, в момент создания опричнины «поезд большой государя» через село Тайнинское проехал из Москвы в Слободу. В XVII веке Тайнинское упоминается как село, где цари развлекались охотой.
В 1605 году здесь прошла встреча Лжедмитрия I c его мнимой матерью — инокиней Марфой (Последней женой Ивана Грозного, матерью убитого царевича Дмитрия). Лжедмитрий II в 1608 году до устройства Тушинского лагеря безуспешно пытался закрепиться в Тайнинском. В 1612 вблизи села, останавливались ополчение Кузьмы Минина и князя Дмитрия Пожарского по пути в Москву.
В царствование Михаила Фёдоровича и Алексея Михайловича Романовых в Тайнинском, существовали «Государевы Хоромы». К 1628 году относится упоминание о деревянной Благовещенской церкви, а в 1675—1677 гг. в селе возвели каменную Церковь Благовещения выдающийся памятник древнерусского зодчества Московской Школы. При Романовых Тайнинское стало путевым дворцом по дороге в Троице-Сергиеву Лавру. Дворцовый комплекс располагался на острове, образованном запруженными дамбой реками, часть острова была занята садом, с двумя прудами. При Петре I интерьеры дворца были расписаны, появилось множество построек на острове. В 1724 году, село Тайнинское посетила будущая Императрица Елизавета Петровна. Из путевого дворца, Тайнинское превратилось в её личную резиденцию с хозяйством. В 1740 году здесь для неё был построен дворец, в а 1749 году для двора Екатерины II построили кавалерийские покои, кухню, столовую и иные постройки. Последнее посещение усадьбы Екатериной II состоялось в 1775 году.
В 1779 году в Тайнинском разместилась Комиссия по устройству Московского водопровода. В 1802 году, Историк Н. М. Карамзин описал разрушающийся дворец. В период Отечественной войны 1812 года, церковь в Тайнинском подвергалась разграблению, дворец пришёл в «катастрофическое состояние» и вскоре сгорел.
До 1869 года, село Тайнинское было центром одноимённой волости, куда входили села Мытищи, и деревни Болтино. Затем Тайнинское относилось к Мытищинской волости.
В 1996 году, на дворцовом острове был возведён монумент Императору Николаю II Александровичу. (Скульптор В. М. Клыков)
Постановлением Мытищинского районного исполнительного комитета № 6/10 от 2 марта 1961 года в его административное подчинение был передан населённый пункт Тайнинское упразднённого Тайнинского сельсовета. Вместе с ним были также переданы деревня Ядреево, посёлки НИИ овощного хозяйства и мебельной фабрики.

## Памятник Николаю II
Памятник Императору Николаю II работы скульптора Вячеслава Клыкова был установлен в селе 26 мая 1996 года (в ознаменование 100-летней годовщины коронации последнего русского императора). 1 апреля 1997 года в 05:25 утра памятник был взорван членами левоэкстремистской организации «Реввоенсовет» (РВС). Клыков создал новый монумент, который был открыт 20 августа 2000 года.
Село и памятник является местом паломничествa русских монархистов и националистов; регулярно в селе проводится неодобряемый Русской Православной Церковью «Чин» всенародного покаяния русского народа за «грех цареубийства, произошедшего при равнодушии граждан России», который «народом нашим не раскаян. Этот грех лежит на душе народа тяжелейшим грузом». Организаторы полагают, что только «раскаяние за убийство царя Николая Второго приведёт к спасению Святой Руси».

## Транспорт
В трёх километрах от бывшего села — ближайшая железнодорожная платформа Перловская Ярославского направления. От метро ВДНХ — автобус № 136; от станции Мытищи — автобусы №№ 7, 24, 25; от платформ Перловская и Тайнинская — автобусы №№ 2, 7.

Памятник Николаю II (2000, скульптор В.М. Клыков)
Старый дом в селе (Центральная улица, 10)
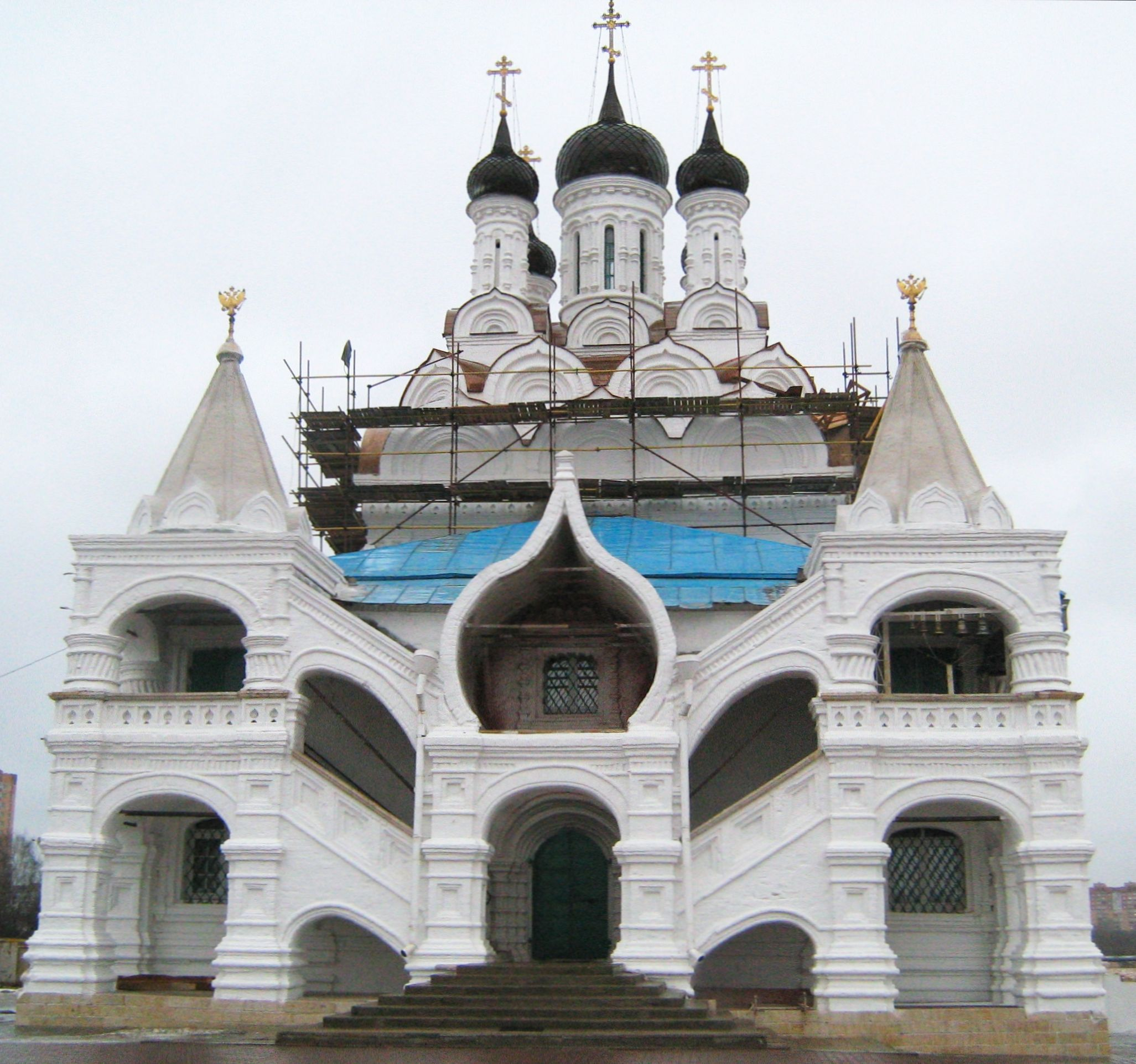
Западный фасад церкви
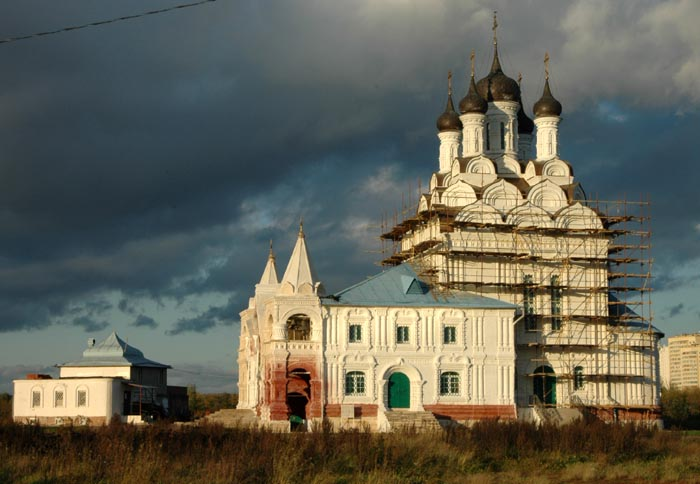
Церковь Благовещения